# منتخب لاتفيا لكرة الأرض
منتخب لاتفيا الوطني لهوكي العشب (باللاتفية: Latvijas florbola izlase)‏ هو ممثل لاتفيا الرسمي في المنافسات الدولية في كرة الأرض .